# Klockspel (slagverk)

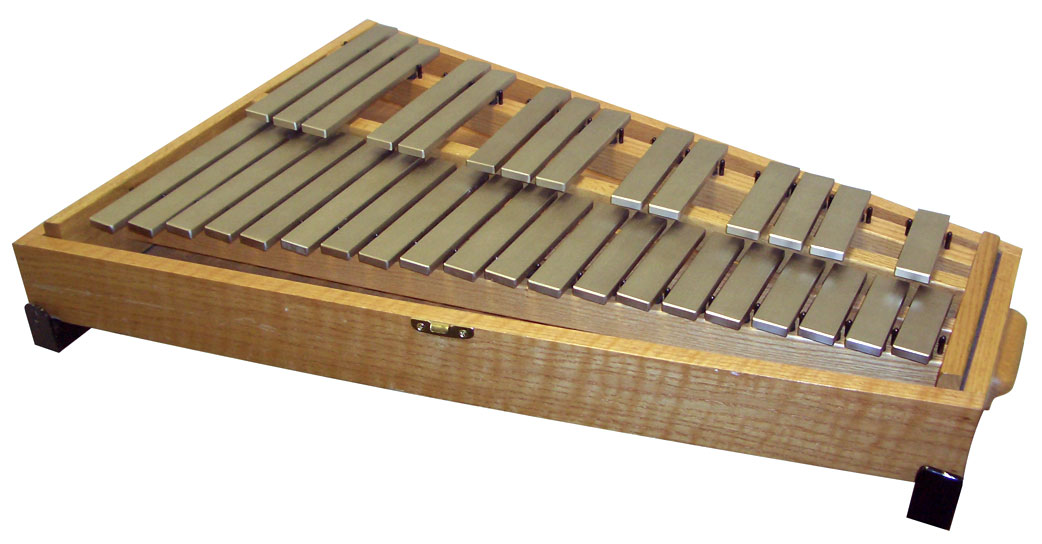
Modernt klockspel

Klockspel är ett slagverksinstrument som ingår i gruppen malletinstrument.
Ett klockspel består av en klaviatur av tangenter i metall, oftast av stål. Omfånget är oftast 2 ½ oktav (g5 till c8) och klingar två oktaver högre än noterat.
Klockspelet skiljer sig från de andra malletinstrumenten genom att det är mycket mindre, både i tonomfång och i storlek. Det har oftast inte resonansrör. Istället klingar stavarna tydligt med sin höga frekvens och ljuder länge om staven inte dämpas (görs lättast genom att enkelt dra med handen över eller sätta fingret på tangenten).
Klockspelsklubbor har huvuden i plast eller metall (oftast mässing). Har man inte klockspelsklubbor kan man i nödfall använda hårda xylofonklubbor, men klockspelsklubbor är att föredra.
Eftersom klangen ligger kvar länge är det svårt att spela snabba melodier utan att ljudet flyter ihop. Därför används inte klockspel särskilt ofta för snabba melodier eller den mest framträdande melodistämman, vilket inte betyder att klockspel sällan används - tvärtom.
Klockspel används både i klassisk musik och annan musik.

## Lyrklockspel

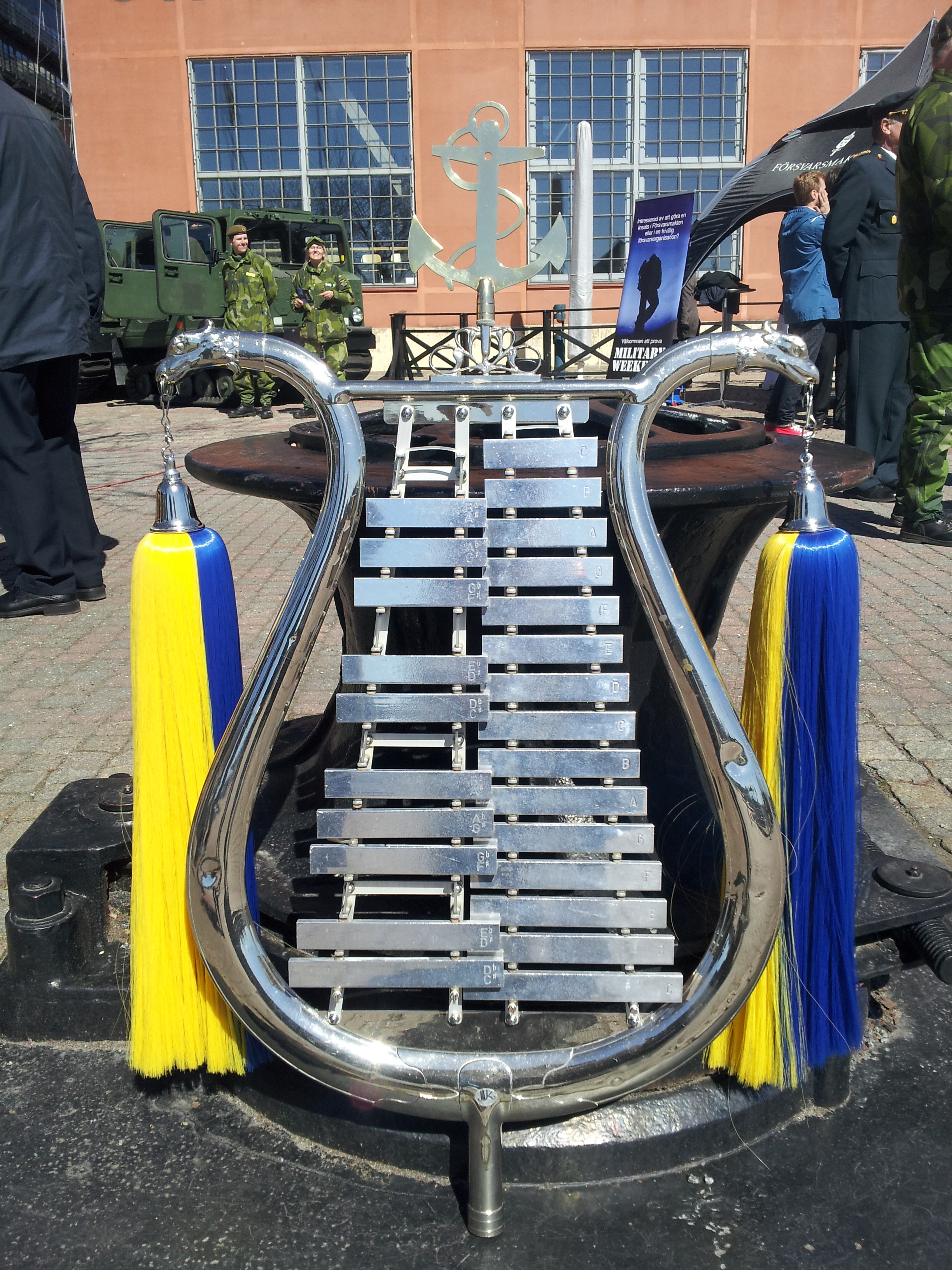
Lyrklockspel

Lyrklockspel är en variant av klockspel som främst används i marscherande musikkårer. Ett lyrklockspel är mindre och har färre stavar. Det hålls i ena handen och spelas med den andra till skillnad från klockspelet som står på ett stativ eller bord.